# 克林頓代爾 (紐約州)
克林頓代爾（英語：Clintondale）是位於美國紐約州阿爾斯特縣的普查規定居民點。

## 人口
根據2020年美國人口普查的數據，克林頓代爾的面積為16.77平方千米，當中陸地面積為16.59平方千米，而水域面積為0.18平方千米。當地共有人口1938人，而人口密度為每平方千米115.56人。